# Лодкин, Юрий Евгеньевич
Ю́рий Евге́ньевич Ло́дкин (род. 26 марта 1938, Дятьково, Брянская область) — российский политический и государственный деятель, писатель. В 1993 году — глава администрации, а в 1996—2004 годах — губернатор Брянской области. Депутат Государственной думы второго созыва в 1995—1996 годах от КПРФ.

## Биография
Родился в городе Дятьково (ныне — Брянской области). Отец был железнодорожником, а мать работала уборщицей. В период Великой Отечественной войны за связь семьи с партизанами Лодкин в возрасте 4-х лет вместе с матерью попал в фашистский концлагерь в Литве (Алитус), где провёл около полутора лет.
В 1958 году окончил Дятьковский индустриальный техникум по специальности «технолог стекла», начал работать начальником смены Слободского стекольного завода Кировской области. В 1959—1961 годах служил в Советской армии. Позднее, в 1961—1963 годах, работал рабочим, технологом предприятия.
В 1963—1968 годах был на комсомольской и партийной работе. Состоял в КПСС с 1964 по август 1991 года.
В 1967—1972 годах учился в Высшей партийной школе при ЦК КПСС по специальности «журналистика». С 1968 года работал журналистом в районных и областных газетах. В 1984 году назначен заведующим сектором печати, помощником первого секретаря областного комитета КПСС Брянской области. В 1987—1993 годах — корреспондент ТАСС по Брянской области.
В марте 1990 года был избран народным депутатом РСФСР, по Новозыбковскому территориальному избирательному округу № 297 Брянской области. Входил в депутатскую фракцию «Коммунисты России», являлся членом Комитета Верховного Совета РФ по вопросам экологии и рационального использования природных ресурсов.

### Руководство областью
26 апреля 1993 году избран главой администрации Брянской области, набрав во втором туре 51,4 % голосов против 44,9 % голосов избирателей, поданных за действующего главу администрации области Владимира Барабанов.
В ходе Конституционного кризиса, 25 сентября 1993 года отстранён президентом Ельциным от должности за неподчинение указу № 1400. Данное решение оспаривалось Съездом народных депутатов РФ. В разгар октябрьских событий Лодкин находился в осаждённом Белом доме и от лица депутатов пытался договориться с правительством, но по итогу был сильно избит и временно арестован. По итогу событий 1993 года Лодкин вошёл в «чёрный список» народных депутатов, предусматривающий лишение социальных гарантий.
В ноябре 1993 года был выдвинут кандидатом в депутаты Совета Федерации по Брянскому двухмандатному избирательному округу № 32. На выборах 12 декабря 1993 года был избран в новый парламент, набрав 55,36 % голосов избирателей. Входил в Комитет по социальной политике, был членом Мандатной комиссии верхней палаты российского парламента.
В 1995—1996 — депутат Государственной думы второго созыва, член фракции КПРФ, член комитета по делам ветеранов, член комиссии Межпарламентской ассамблеи СНГ по социальной политике и правам человека. 27 декабря 1996 года сложил полномочия в связи с избранием губернатором Брянской области, а мандат перешёл Сергею Сухареву.
8 декабря 1996 года вновь избран главой администрации области при поддержке движения «Патриотическая Брянщина». Вошёл в состав Совета Федерации, был членом Комиссии по Регламенту и парламентским процедурам, заместителем председателя Комитета по делам СНГ. С июля 1998 года — представитель Совета Федерации в Парламентском собрании Союза Беларуси и России.
10 декабря 2000 года вновь победил на губернаторских выборах, получив 29,21 % голосов избирателей.
5 декабря 2004 года, за несколько часов до начала голосования, решением Верховного суда был отстранён от участия в выборах по обвинению в нарушениях законодательства. Лодкин, считавшийся одним из фаворитов кампании, связал отстранение со своим членством в КПРФ и назвал кандидатуру представителя «Единой России» Николая Денина самой худшей из всех. На следующий день после отстранения Лодкина состоялся митинг в его поддержку, в котором принимало участие от 500 до 1000 человек. Лодкин обвинил представителей «Единой России» в нежелании «выиграть в выборах честно» и назвал их «трусами». Лодкин и Геннадий Зюганов призвали сторонников голосовать на выборах против всех. После отстранения Лодкина около 20 % избирателей в первом туре проголосовали против всех кандидатов.

### Деятельность в областной думе
После отстранения от выборов Лодкин был избран депутатом Брянской областной Думы. В 2006 году подвергся нападению со стороны неизвестного, проходил лечение в отделении интенсивной терапии областной больницы.

### Литературная деятельность
Член Союза журналистов (с 1963), член Союза писателей (с 1984). Работал в довольно редком жанре сказа, автор книг «Хрустальная радуга» (1972), «Литые кружева» (1986), «Палей и Люлех» (1989), «Хрустальные грани» (1990), «Лабиринт» (2008), «Брянские сказы» (2012). Лауреат премии Брянского комсомола за книгу «Хрустальная радуга» (1972).

## Личная жизнь
Супруга — Евгения Алексеевна Лодкина (дев. Мишина; 1944—2017). Познакомились в 1958 году на вечере танцев в Дятьковском техникуме. Работала на Дядьковском заводе электровакуумных приборов, после переезда в Брянск перешла на военный завод «Электроаппарат».
- Дочь — Ирина (род. 1963), педагог[4][12].
  - Внуки — Алексей и Андрей.

Увлечения — воднолыжный спорт, чтение.

## Награды
- Орден Дружбы (25 марта 1998) — за большой вклад в социально-экономическое развитие области и многолетний добросовестный труд[13]
- Почётный гражданин Брянской области (27 декабря 2019) — за выдающиеся заслуги перед Брянской областью, получившие широкое общественное признание, большой личный вклад в развитие Брянской области
- Медаль «За трудовую доблесть»
- Юбилейная медаль «80 лет Победы в Великой Отечественной войне 1941—1945 гг.» (2025)[14]
- Почётная грамота Правительства Российской Федерации (14 марта 1998) — за большой личный вклад в социально-экономическое развитие Брянской области и многолетний добросовестный труд
- Почётная грамота Совета Федерации
- Орден святого благоверного князя Даниила Московского III степени (1998)
- Орден преподобного Сергия Радонежского